# Hubert Kostka
Hubert Jerzy Kostka (Racibórz, então chamada Ratibor na anexação à Alemanha, 27 de maio de 1940) é um ex-futebolista profissional polaco que atuava como goleiro.

## Carreira
Hubert Kostka fez parte do elenco da Seleção Polonesa de Futebol  medalhista de ouro em Munique 1972